# MOIK-stadion
Het MOIK-stadion is een voetbalstadion in de Azerbeidzjaanse stad Bakoe. In het stadion speelt MOIK Bakoe haar thuiswedstrijden.